# Fudbalski klub Crvena zvezda 2020-2021
Questa voce raccoglie le informazioni riguardanti il Fudbalski klub Crvena zvezda nelle competizioni ufficiali della stagione 2020-2021.

## Stagione
- In Superliga la Stella Rossa vince il suo settimo titolo di campione di Serbia da imbattuta e totalizzando 108 punti.[1]
- In Kup Srbije battendo in finale i rivali del Partizan ai rigori, la squadra di Stanković vince la sua quarta coppa nazionale.
- In UEFA Champions League i serbi vengono eliminati al terzo turno di qualificazione dall'Omonia ai rigori.
- In UEFA Europa League gli italiani del Milan battono la Stella Rossa ai sedicesimi di finale grazie alla regola dei gol in trasferta.

## Maglie e sponsor
| Casa | Trasferta | Terza divisa |

## Rosa
| N. |                       | Ruolo | Calciatore        |
| -- | --------------------- | ----- | ----------------- |
| 1  | Serbia (bandiera)     | P     | Zoran Popović     |
| 2  | Serbia (bandiera)     | D     | Milan Gajić       |
| 3  | Kenya (bandiera)      | C     | Richard Odada     |
| 4  | Montenegro (bandiera) | C     | Mirko Ivanić      |
| 5  | Australia (bandiera)  | D     | Miloš Degenek     |
| 6  | Serbia (bandiera)     | D     | Radovan Pankov    |
| 7  | Francia (bandiera)    | C     | Axel Bakayoko     |
| 8  | Gabon (bandiera)      | C     | Guélor Kanga      |
| 9  | Serbia (bandiera)     | A     | Milan Pavkov      |
| 10 | Serbia (bandiera)     | C     | Aleksandar Katai  |
| 11 | Italia (bandiera)     | C     | Filippo Falco     |
| 16 | Italia (bandiera)     | A     | Diego Falcinelli  |
| 19 | Serbia (bandiera)     | D     | Nemanja Milunović |

| N. |                           | Ruolo | Calciatore         |
| -- | ------------------------- | ----- | ------------------ |
| 20 | Serbia (bandiera)         | C     | Njegoš Petrović    |
| 22 | Serbia (bandiera)         | C     | Veljko Nikolić     |
| 23 | Serbia (bandiera)         | D     | Milan Rodić        |
| 24 | Serbia (bandiera)         | C     | Željko Gavrić      |
| 25 | Serbia (bandiera)         | D     | Strahinja Eraković |
| 31 | Comore (bandiera)         | A     | Ben Nabouhane      |
| 35 | Costa d'Avorio (bandiera) | C     | Sekou Sanogo       |
| 55 | Serbia (bandiera)         | C     | Slavoljub Srnić    |
| 77 | Serbia (bandiera)         | D     | Marko Gobeljić     |
| 82 | Canada (bandiera)         | P     | Milan Borjan       |
| 92 | Serbia (bandiera)         | A     | Aleksa Vukanović   |
| 99 | Montenegro (bandiera)     | A     | Nikola Krstović    |

## Risultati

### Coppa di Serbia
| Arbitro: | Srđan Jovanović |

|                               |                      |                                         |
| Rodić Pankov Krstović Nikolić | Tiri di rigore 4 – 3 | Natkho Živković Stevanović Jojić Štulić |

### Champions League

#### Qualificazioni
| Arbitro: | Chinkov |

|                                             |           |  |
| Ben Nabouhane 35’, 44’, 52’ Ivanić 78’, 87’ | Marcatori |  |

| Arbitro: | Sjöberg |

|  |           |            |
|  | Marcatori | 62’ Tomané |

| Arbitro: | Kavanagh |

|                            |                      |                                         |
| Lüftner 31’                | Marcatori            | 45+1’ Ivanić                            |
| Gómez Gomes Asante Lecjaks | Tiri di rigore 4 – 2 | Gavrić Ben Nabouhane Falcinelli Degenek |

### Europa League

#### Fase a gironi
| Arbitro: | Hernández Hernández |

|                              |           |  |
| Baumgartner 64’ Dabour 90+3’ | Marcatori |  |

| Arbitro: | Verissimo |

|                                                          |           |              |
| Ben Nabouhane 7’, 22’ Gajić 50’ Katai 67’ Falcinelli 70’ | Marcatori | 41’ Matoušek |

| Arbitro: | Fabbri |

|                     |           |                  |
| Kanga 12’ Katai 59’ | Marcatori | 31’ Odjidja-Ofoe |

| Arbitro: | Glova |

|  |           |                           |
|  | Marcatori | 2’ Petrović 58’ Milunović |

| Belgrado 3 dicembre 2020, ore 18:55 CET Gruppo L – 5ª giornata | Stella Rossa | 0 – 0 referto | Hoffenheim | Stadio Rajko Mitić (0 spett.)\| Arbitro: \| Madden \| |
| Arbitro:                                                       | Madden       |               |            |                                                       |

| Liberec 10 dicembre 2020, ore 21:00 CET Gruppo L – 6ª giornata | Slovan Liberec | 0 – 0 referto | Stella Rossa | Stadio u Nisy (0 spett.)\| Arbitro: \| Gestranius \| |
| Arbitro:                                                       | Gestranius     |               |              |                                                      |

#### Fase a eliminazione diretta
| Arbitro: | Sidīropoulos |

|                               |           |                                        |
| Kanga 52’ (rig.) Pavkov 90+3’ | Marcatori | 42’ (aut.) Pankov 61’ (rig.) Hernández |

| Arbitro: | Gil Manzano |

|                  |           |                   |
| Kessié 9’ (rig.) | Marcatori | 24’ Ben Nabouhane |